# Utrata cyfr znaczących
Utrata cyfr znaczących – zjawisko pojawiające się w obliczeniach komputerowych, konsekwencja zapisu liczb rzeczywistych w komputerze. Występuje ona np. podczas odejmowania liczb, których różnica jest znacznie mniejsza niż każda z tych liczb. W efekcie liczba cyfr znaczących wyniku maleje do nieakceptowalnie niskiego poziomu. Sposoby ograniczania bądź unikania takich efektów bada analiza numeryczna.

## Wytłumaczenie zjawiska
Niech {\displaystyle x} i {\displaystyle y} będą bliskimi liczbami, których różnica jest znacznie mniejsza od każdej z nich. Niech {\displaystyle rd(x)} i {\displaystyle rd(y)} oznacza reprezentację liczb odpowiednio {\displaystyle x} i {\displaystyle y} w pamięci komputera. Liczby {\displaystyle x} oraz {\displaystyle y} dane są w postaci {\displaystyle rd(z)=\pm m_{t}\cdot 2^{c},} gdzie {\displaystyle m_{t}} jest mantysą – liczbą długości {\displaystyle t} taką, że {\displaystyle m\in \left(0,{\frac {1}{2}}\right\rangle ,} a {\displaystyle c} jest cechą – dowolną liczbą całkowitą
{\displaystyle {\begin{matrix}rd(x)=&\pm &0.&1&c_{1}&\dots &c_{t-i}&c_{t-i+1}&\dots &c_{t}\\rd(y)=&\pm &0.&1&d_{1}&\dots &d_{t-i}&d_{t-i+1}&\dots &d_{t}\\rd(x)-rd(y)=&\pm &0.&0&0&\dots &0&1&\dots &c_{t}-d_{t}\end{matrix}}}
W wyniku odejmowania bliskich liczb powstaje liczba zawierająca na pierwszych {\displaystyle t-i} pozycjach zera, na pozostałych pozycjach co najmniej jedną jedynkę. Liczba będąca wynikiem odejmowania musi być znormalizowana, tj. przedstawiona w postaci:
{\displaystyle rd(x-y)=\pm m_{t}\cdot 2^{c},}
gdzie {\displaystyle m\in \left(0,{\frac {1}{2}}\right\rangle .}
Aby otrzymać mantysę spełniającą ten warunek, należy „obciąć” początkowe zera w liczbie {\displaystyle x-y} (poprzez pomożenie przez {\displaystyle 2^{t-i}}) – wtedy jednak ostatnie niezerowe cyfry na pozycjach {\displaystyle x-y} zostaną przesunięte na pierwsze pozycje, i jeżeli {\displaystyle i<t,} nie będzie wiadomo, czym zapełnić pozostałe miejsca w mantysie (właściwe zostały wcześniej odrzucone, przez zaokrąglenie {\displaystyle x} i {\displaystyle y}). Przyjęcie, że te utracone pozycje zostaną zapełnione np. zerami, jest tak samo dobre jak założenie, że zostaną one zapełnione losowymi liczbami – w obu wypadkach będą to bezwartościowe dane, niemające wiele wspólnego z rzeczywistym, lub choćby do niego zbliżonym wynikiem.
Gdy różnica {\displaystyle |x-y|} dąży do zera, błąd względny {\displaystyle z} rośnie nieograniczenie.

## Przykłady

### Przykład 1
Za przykład zadania źle uwarunkowanego, tj. takiego, w przypadku którego może dojść do utraty cyfr znaczących w trakcie obliczeń komputerowych, może posłużyć prosta funkcja:
{\displaystyle f(x)={\sqrt {x+9}}-3.}
Dla {\displaystyle x} w pobliżu zera wartość pod pierwiastkiem jest bardzo bliska 3 i w przypadku obliczeń dokonywanych przy pomocy komputera występuje utrata cyfr znaczących.

### Rozwiązanie
Prostym sposobem na poradzenie sobie z tym problemem jest przekształcenie wzoru naszej funkcji:
{\displaystyle f(x)=({\sqrt {x+9}}-3){\frac {{\sqrt {x+9}}+3}{{\sqrt {x+9}}+3}}={\frac {x+9-9}{{\sqrt {x+9}}+3}}={\frac {x}{{\sqrt {x+9}}+3}}.}
Jest to wzór algebraicznie równoważny, a nie zawierający operacji odejmowania – teraz nawet dla {\displaystyle x} bliskich 0 w przypadku obliczeń komputerowych nie wystąpi zjawisko utraty cyfr znaczących.

### Przykład 2
Innym przykładem na to, że nawet najprostsze algorytmy mogą być źle uwarunkowane, jest „szkolny” algorytm obliczania pierwiastków równania kwadratowego
{\displaystyle x_{1}={\frac {-b-{\sqrt {b^{2}-4ac}}}{2a}},}
{\displaystyle x_{2}={\frac {-b+{\sqrt {b^{2}-4ac}}}{2a}}.}
W sposobie obliczenia jednego z pierwiastków jest odejmowanie. Możliwa jest sytuacja, w której wartość {\displaystyle -b} i {\displaystyle {\sqrt {b^{2}-4ac}}} mogą być dość bliskie zeru co do modułu – nastąpi utrata cyfr znaczących.

### Rozwiązanie
Sposobem na ominięcie tego problemu mogą być Wzory Viète’a – dobrze uwarunkowany pierwiastek może być obliczony „wprost”, drugi otrzymany ze wzoru Viète’a. Należy również zauważyć, że możemy mieć tutaj do czynienia z dwoma przypadkami, tj. {\displaystyle b>=0} oraz {\displaystyle b<0.} Dla pierwszego przypadku dobrze uwarunkowanym będzie pierwiastek pierwszy, a dla drugiego przypadku dobrze uwarunkowanym będzie pierwiastek drugi.